# Niedźwiedź (Barczewo)
Niedźwiedź (deutsch Bärenbruch) ist ein Ort in der polnischen Woiwodschaft Ermland-Masuren. Er gehört zur Gmina Barczewo (Stadt-und-Land-Gemeinde Wartenburg i. Ostpr.) im Powiat Olsztyński (Kreis Allenstein).

## Geographische Lage
Niedźwiedź liegt im Westen der Woiwodschaft Ermland-Masuren, 24 Kilometer nordöstlich der Kreis- und Woiwodschaftshauptstadt Olsztyn (deutsch Allenstein).

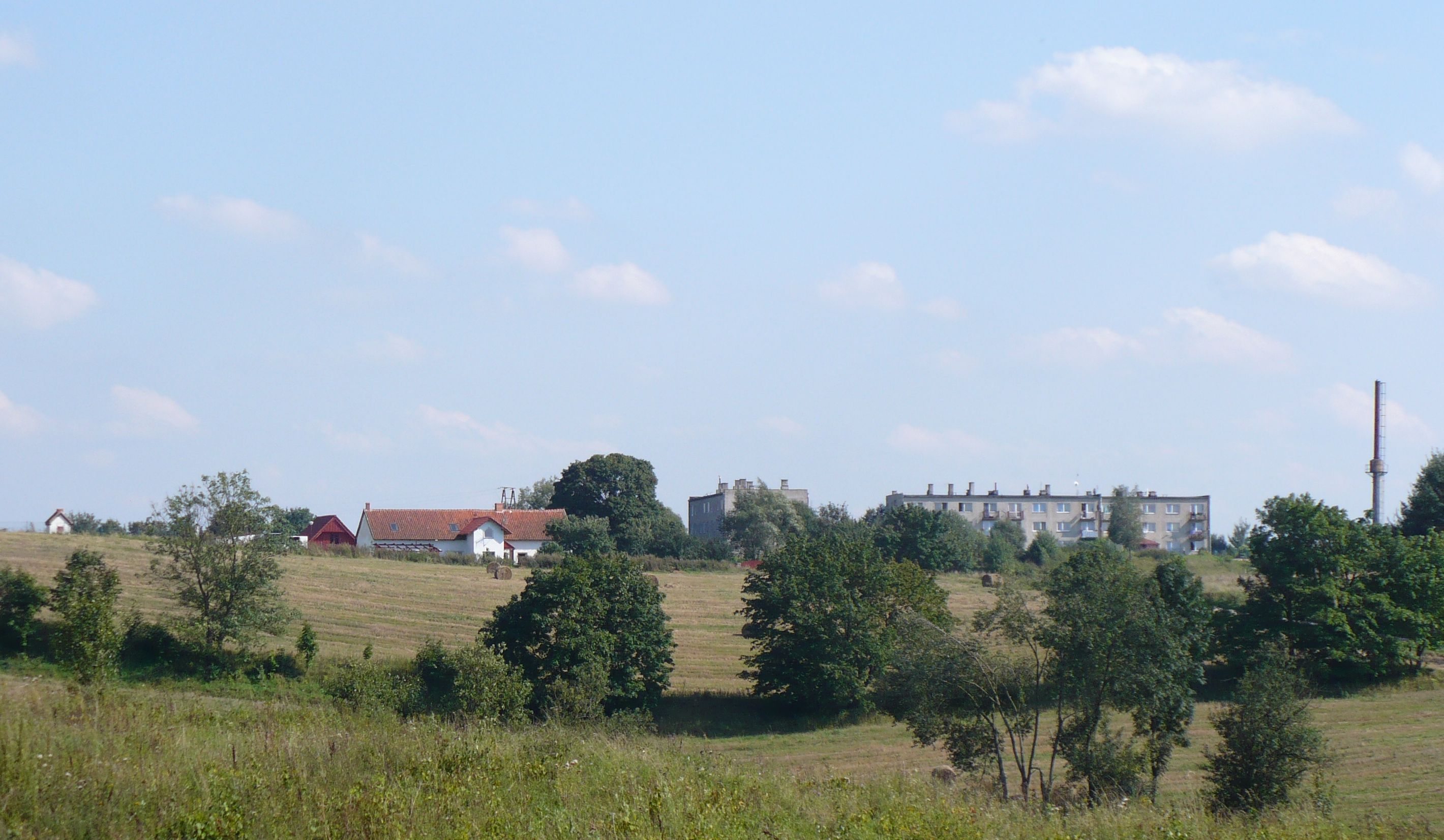
Dorfansicht Niedźwiedź

## Geschichte
Das damalige Bährenbruch wurde 1845 als großes Vorwerk gegründet. 1857 wurde das Etablissement Bährenbuch als zu Adlig Groß Ramsau (polnisch Ramsowo) gehörig bezeichnet, in dem 34 Einwohner registriert waren. Bei der Volkszählung am 3. Dezember 1861 wurden zwei Wohngebäude und 40 Einwohner genannt.
Mit dem 30. September 1928, als sich der Gutsbezirk Groß Ramsau sowie die Landgemeinden Groß Ramsau und Klein Ramsau (polnisch Ramsówko) zur neuen Landgemeinde Ramsau zusammenschlossen, wurde Bärenbruch ein Wohnplatz in dieser Gemeinde.
Nach der Abtretung des gesamten südlichen Ostpreußen an Polen im Jahre 1945 erhielt Bärenbruch die polnische Namensform „Niedźwiedź“. Die Siedlung ist heute eine Ortschaft innerhalb der Stadt-und-Land-Gemeinde Barczewo (Wartenburg i. Ostpr.) im Powiat Olsztyński (Kreis Allenstein), zwischen 1975 und 1998 der Woiwodschaft Olsztyn, seither der Woiwodschaft Ermland-Masuren zugeordnet.

## Kirche
Bis 1945 war Bärenbruch in die evangelische Kirche Wartenburg (Ostpreußen) (polnisch Barczewo) in der Kirchenprovinz Ostpreußen der Kirche der Altpreußischen Union, außerdem in die römisch-katholische Kirche Groß Ramsau (polnisch Ramsowo) eingepfarrt.
Katholischerseits gehört Niedźwiedź auch heute noch zur Kirche in Ramsowo, jetzt im Erzbistum Ermland gelegen. Evangelischerseits orientieren sich die Einwohner zur Kirche Biskupiec (Bischofsburg) in der Diözese Masuren der Evangelisch-Augsburgischen Kirche in Polen.

## Verkehr
Niedźwiedź ist sowohl von Kromerowo (Krämersdorf) an der Schnellstraße 16 (frühere deutsche Reichsstraße 127) als auch von Ramsowo (Groß Ramsau) aus auf Nebenstraßen direkt zu erreichen. Eine Bahnanbindung besteht nicht.